# Lycocerus bilineatus
Lycocerus bilineatus (лат.) — вид жуков рода Lycocerus из семейства мягкотелок. Китай (Хубэй, Цзянсу, Цзянси, Шанхай).

## Описание
Жуки-мягкотелки, для которых характерны следующие признаки: пронотум равномерно оранжевый; эдеагус: вентральный отросток каждого парамера длинный и почти усеченный апикально при виде сбоку; надкрылья с черными медианными продольными полосами, двуцветные, смешанные черные со светло-желтыми; широкие антенномеры, густо опушенные переднеспинка и надкрылья. Вид был впервые описан в 1995 году швейцарским энтомологом Вальтером Виттмером (1915—1998) под названием Athemus bilineatus. Включён в состав видовой группы Lycocerus pallidulus.